# Bulaq (film)
Bulaq, conosciuto anche col titolo Bulaq - Tra le rovine di una rivoluzione incompiuta, è un cortometraggio documentario del 2011 scritto e diretto da Fabio Lucchini e Davide Morandini.
Il film racconta della lotta trentennale dell'omonimo quartiere popolare del Cairo contro gli sfratti e le demolizioni attuate dal governo egiziano, e il suo coinvolgimento nelle lotte che hanno preceduto e seguito la caduta dell'ex presidente Hosni Mubarak.

## Trama
“Chi esce di qua muore come un pesce fuor d'acqua”. La rivoluzione in Egitto attraverso la popolazione di Bulaq, popolarissimo quartiere a pochi metri dalla piazza Tahrir, fatiscente e vivacissimo, dove la gente combatte da anni contro gli sfratti forzati, le demolizioni e i trasferimenti nelle desolanti new towns costruite nel deserto. Con la rivoluzione, gli abitanti del quartiere hanno fatto sentire finalmente la loro voce, anche se nessuna delle loro richieste è stata ancora esaudita.

## Distribuzione
Presentato al Festival Pillole di attualità 2011 (dove è stato premiato come miglior reportage) e al 22º Festival del cinema africano, d'Asia e America Latina di Milano 2012, è stato inoltre selezionato dal 24º International Documentary Film Festival Amsterdam 2012 e dal Festival international du film des droits de l'homme di Parigi.

## Riconoscimenti
- 2011 – Festival Pillole di attualità
  - Premio per il miglior reportage